# MusE (software)
MusE je svobodný software, MIDI/zvukový sekvencer s funkcemi pro nahrávání a úpravy zvuku. Byl původně psán Wernerem Schweerem a nyní je vyvíjen skupinou vývojářů MusE.

## Vlastnosti
Pracovní stanice pro práci s digitálním zvukem MusE usiluje o to být úplným virtuálním vícestopým studiem pro Linux: Nyní nemá žádnou podporu pro jiné operační systémy, protože spoléhá pouze na linuxové technologie včetně JACK a ALSA. Podporuje Linux Audio Session Handler (LASH). MusE je založeno na QT4 a podporuje DSSI, VST (přes DSSI), ALSA-MIDI a FLAM.
Od verze 0.7 dále byly notační schopnosti programu přesunuty do MuseScore.Tyto jsou ovšem zpět ve verzi 2.0.
MusE od verze 2.2 podporuje zvukový přídavný modul LV2 stejně jako předtím podporované LADSPA, DSSI a VST.

## Historie verzí
| Verze | Vydání     | Poznámky                                  |
| ----- | ---------- | ----------------------------------------- |
| 1.0.1 | 16.01.2010 | Opravy chyb                               |
| 1.1   | 27.09.2010 | Podpora pro JACK MIDI                     |
| 2.0   | 30.06.2012 | Opravy chyb knihovnu Qt4, nový editor not |
| 2.1   | 06.01.2013 |                                           |
| 2.1.1 | 28.01.2013 | Opravy chyb                               |
| 2.1.2 | 29.03.2013 | Opravy chyb                               |
| 2.2   | 06.01.2015 | Podpora pro rozšíření LV2                 |
| 2.2.1 | 28.01.2015 | Opravy chyb                               |
| 3.0.0 | 06.01.2017 | Přechod na Qt5                            |
| 3.0.1 | 16.01.2018 | Opravy chyb                               |
| 3.0.2 | 30.01.2018 | Opravy chyb                               |
| 3.1   | 23.02.2020 | Verze 3.1                                 |
| 3.1.1 | 18.07.2020 | Opravy a vylepšení                        |
| 4.0   | 24.04.2021 | Přepracováno uživatelské rozhraní         |